# Campagne de la Péninsule
Batailles
Campagne de la Péninsule
- Hampton Roads
- Yorktown
- Williamsburg
- Eltham's Landing
- Drewry's Bluff
- Hanover Court House
- Seven Pines
- Sept Jours
  - Oak Grove
  - Beaver Dam Creek
  - Gaines's Mill
  - Garnett's & Golding's Farm
  - Savage's Station
  - White Oak Swamp
  - Glendale
  - Malvern Hill

- Oak Grove
- Beaver Dam Creek
- Gaines's Mill
- Garnett's & Golding's Farm
- Savage's Station
- White Oak Swamp
- Glendale
- Malvern Hill

La campagne de la Péninsule est une opération militaire de grande envergure de l'Union durant la guerre de Sécession, lancée dans le sud-est de la Virginie de mars à juillet 1862. Elle est la première offensive à grande échelle dans le théâtre militaire de l'Est. Il s'agit d'une opération amphibie menée par le major-général George McClellan, qui utilisa la tactique militaire de l'encerclement (en) contre l'Armée des États confédérés en Virginie du Nord, et qui était destinée à capturer Richmond, la capitale des États confédérés. McClellan fut d'abord couronné de succès contre le tout aussi prudent général Joseph E. Johnston, mais l'émergence de l'agressivité du général Robert Lee transforma la bataille des Sept Jours qui suivit en une humiliante défaite de l'Union.
McClellan fit débarquer son armée au Fort Monroe et se dirigea vers le nord-ouest, remontant la péninsule de Virginie. La position défensive du brigadier général confédéré John B. Magruder sur la ligne Warwick (en) prit McClellan par surprise. Ses espoirs pour une avance rapide n'ayant pu aboutir, McClellan ordonna à son armée de se préparer pour un siège de Yorktown. Peu de temps avant la fin des préparatifs pour assiéger la ville, les Confédérés, désormais sous les ordres directs de Johnston, commencèrent à se retirer vers Richmond. Le premier combat violent de la campagne eut lieu lors de la bataille de Williamsburg, durant laquelle les troupes de l'Union obtinrent quelques victoires tactiques, mais les Confédérés poursuivirent leur retrait. Une opération amphibie sur les côtés pour atteindre Eltham's Landing fut inefficace pour mettre fin à la retraite des Confédérés. Lors de la bataille de Drewry's Bluff, une tentative de la United States Navy pour rejoindre Richmond en passant par la James River fut repoussée.
Alors que l'armée de McClellan atteignait la périphérie de Richmond, une petite bataille eut lieu à Hanover Court House, mais elle fut suivie par une attaque surprise de Johnston dans la bataille de Seven Pines ou Fair Oaks. Cette bataille ne fut pas décisive, provoqua de lourdes pertes, mais eut des effets durables sur la campagne. Johnston fut blessé et remplacé le 1er juin par le plus agressif Robert E. Lee, qui réorganisa son armée et prépara une action offensive dans les dernières batailles du 25 juin au 1er juillet, plus connues sous le nom de la bataille des Sept Jours.

## Contexte
Le 20 août 1861, le major-général George B. McClellan forma l'armée du Potomac et devint lui-même son premier commandant. Au cours de l'été et de l'automne, McClellan organisa fortement sa nouvelle armée, et améliora grandement son moral grâce à ses fréquentes visites dont le but était de réviser et d'encourager ses unités. Ce fut une réussite remarquable, lors de laquelle il parvint à personnifier l'armée de Potomac et à récolter l'adulation de ses hommes. Il créa des moyens de défense pour Washington, quasiment imprenables, composés de 48 forts et de points forts, avec 480 canons servis par 7 200 artilleurs.
Le 1er novembre 1861, le général Winfield Scott prit sa retraite et McClellan devint alors général en chef de toutes les armées de l'Union. Le président exprima sa préoccupation au sujet du « vaste travail » qu'impliquait le double rôle de commandant de l'armée et de général en chef, mais McClellan répondit : « Je peux tout faire. »
Le 12 janvier 1862, McClellan révéla ses intentions de transporter l'armée du Potomac par bateau jusqu'à Urbanna, en Virginie, sur la Rappahannock, débordant les forces confédérées près de Washington, et avançant de 80 km par voie terrestre pour capturer Richmond. Le 27 janvier, Lincoln émit une ordonnance demandant à toutes ses armées de lancer des opérations offensives le 22 février, jour du Washington's birthday. Le 31 janvier, il émit une ordonnance supplémentaire destinée à l'armée du Potomac, lui demandant de se déplacer par voie terrestre pour attaquer les Confédérés à Manassas et à Centreville. McClellan répondit immédiatement, écrivant une lettre de 22 pages dans laquelle il s'opposait en détail au plan du président, se prononçant en revanche en faveur de son plan Urbanna, qui était le premier exemple écrit comportant les détails du plan qui avait été présenté au président. Bien que considérant son plan comme étant le meilleur, Lincoln fut soulagé lorsque Mcclellan accepta finalement de commencer à bouger, il approuva donc à contre-cœur.
Le 8 mars, doutant de la détermination de McClellan, Lincoln convoqua un conseil de guerre à la Maison Blanche, lors duquel les subordonnés de McClellan furent interrogés sur leur confiance dans le plan Urbanna. Ils l'exprimèrent à des degrés divers. Après la réunion, Lincoln produisit une autre ordonnance, nommant des officiers spécifiques comme commandants de corps chargés de rapporter les renseignements à McClellan (qui avait été réticent à le faire avant d'évaluer l'efficacité de ses commandants de division au combat, même si cela signifiait sa supervision directe de douze divisions sur le terrain).
Avant même que McClellan ait pu mettre ses plans en œuvre, les forces confédérées, sous les ordres du général Joseph E. Johnston, se retirèrent de leurs positions avant Washington, adoptant de nouvelles positions au sud de la Rappahannock, ce qui annula complètement la stratégie Urbanna. McClellan remania son plan pour permettre à ses troupes de débarquer à Fort Monroe, en Virginie, et d'avancer jusqu'à la péninsule de Virginie pour atteindre Richmond. Cependant, McClellan fut l'objet de critiques extrêmes de la part de la presse et du Congrès lorsqu'il fut révélé que les forces de Johnston s'étaient non seulement échappées sans que quiconque ne s'en aperçoive, mais qu'elles trompaient depuis des mois l'armée de l'Union grâce à l'utilisation de Quaker Guns.
Une complication supplémentaire pour la planification de la campagne fut l'apparition du premier cuirassé à coque en fer CSS Virginia, qui mit Washington dans un état de panique et fit considérer les opérations de soutien naval sur la James River comme problématiques. Le 8 mars, lors du combat de Hampton Roads (8-9 mars 1862), le Virginia vainquit des navires en bois de la marine américaine qui bloquaient le port de Hampton Roads, en Virginie, dont la chaloupe USS Cumberland (en) ainsi que la frégate USS Congress (en), remettant en question la viabilité des navires en bois dans le monde. Le lendemain, le cuirassé USS Monitor arriva sur les lieux et fut aux prises avec le Virginia, ce fut le premier duel célèbre entre cuirassés. La bataille, bien que sans incidence, reçut une publicité dans le monde entier. Après la bataille, il devint clair que les navires cuirassés étaient l'avenir de la guerre navale. Aucun navire n'endommagea gravement l'autre ; le seul résultat visible fut d'empêcher le Virginia de continuer à attaquer d'autres navires en bois.
Le 11 mars 1862, Lincoln démit McClellan de sa fonction de général en chef, le laissant uniquement à la tête de l'armée du Potomac, soi-disant pour que ce dernier fût libre de consacrer toute son attention à l'opération menée sur Richmond. Bien que McClellan fût soulagé par les commentaires de soutien que Lincoln lui adressait, avec le temps, il considéra le changement de commandement d'une manière très différente, le décrivant comme faisant partie d'une intrigue « pour assurer l'échec de la prochaine campagne ».

## Forces en présence

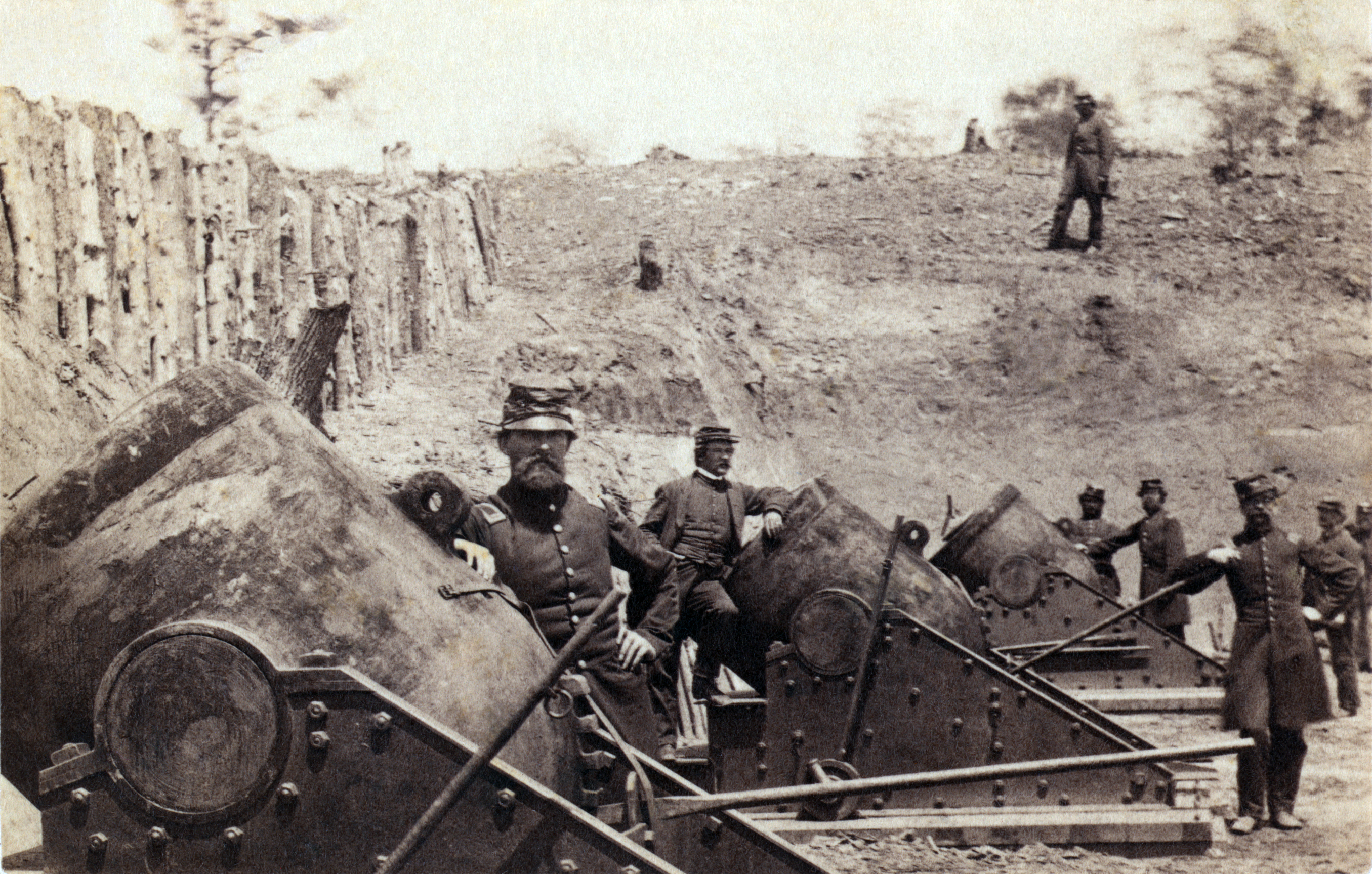
La batterie fédérale no 4 avec mortiers côtiers de 330 mm, modèle 1861, pendant le siège de Yorktown, Virginie, 1862.

L'Armée du Potomac était composée d'environ 50 000 hommes basés à Fort Monroe lorsque McClellan arriva, mais cet effectif augmenta pour atteindre le nombre de 121 500 avant le début des hostilités. L'armée était organisée en trois corps et autres unités.
Du côté des Confédérés, l'armée de Virginie du Nord de Johnston (nouvellement nommée à partir du 14 mars) était organisée en trois ailes, chacune d'entre elles étant composée de plusieurs brigades.
Cependant, au moment même où l'Armée du Potomac arriva, seuls les 11 000 hommes de Magruder leur firent face sur la Péninsule. Le gros des forces de Johnston (43 000 hommes) était à Culpeper, 6 000 sous les ordres du major-général Theophilus H. Holmes à Fredericksburg, et 9 000 obéissant au major-général Benjamin Huger à Norfolk. À Richmond, le général Robert E. Lee était revenu du travail qu'il effectuait sur les fortifications côtières dans les Carolines et le 13 mars, il devint conseiller militaire en chef auprès du président des États confédérés Jefferson Davis.
Les forces basées dans la vallée de Shenandoah jouèrent un rôle indirect dans la campagne. Environ 50 000 hommes sous les ordres des généraux Nathaniel Prentice Banks et Irvin McDowell eurent pour mission de chasser une force beaucoup plus petite, obéissant à Stonewall Jackson dans la campagne de la vallée. Les manœuvres d'expert de Jackson et les succès tactiques obtenus dans les petites batailles firent obstacle au renforcement des effectifs de l'Union dirigés par McClellan, à sa grande consternation. Il avait prévu d'en avoir 30 000 sous les ordres de McDowell pour se joindre à lui.
Magruder avait préparé trois lignes de défense à travers la Péninsule. La première, à environ 12 km au nord de Fort Monroe, contenait des avant-postes d'infanterie et des redoutes d'artillerie, mais le nombre d'hommes était insuffisant pour éviter toute avance de l'Union. Son but principal était de protéger les informations de l'Union sur une seconde ligne s'étendant de Yorktown à l'île de Mulberry. Cette Warwick Line (en) était composée de redoutes, de trous de tirailleurs, et de fortifications derrière la rivière Warwick. En agrandissant deux barrages sur la rivière, cette dernière se transforma en un important et véritable obstacle militaire. La troisième ligne de défense était une série de forts à Williamsburg, qui attendait sans aucun homme à l'intérieur, mais qui était là au cas où l'armée devait se retirer de Yorktown.

## La campagne de la Péninsule

### Mouvement jusqu'à la Péninsule et siège de Yorktown
L'armée de McClellan commença à naviguer d'Alexandria le 17 mars. Il s'agit d'une armada qui éclipsa toutes les expéditions américaines précédentes, transportant 121 500 hommes, 44 batteries d'artillerie, 1 150 chariots, plus de 15 000 chevaux, et des tonnes de matériel et de fournitures. Un observateur anglais fit remarquer que c'était la « foulée d'un géant ».
Avec le Virginia encore en activité, la US Navy ne put garantir à McClellan la protection des opérations soit sur la James ou sur la York, par conséquent son plan en faveur d'une offensive amphibie pour encercler Yorktown fut abandonné, et il ordonna d'avancer jusqu'à la Péninsule à partir du 4 avril.

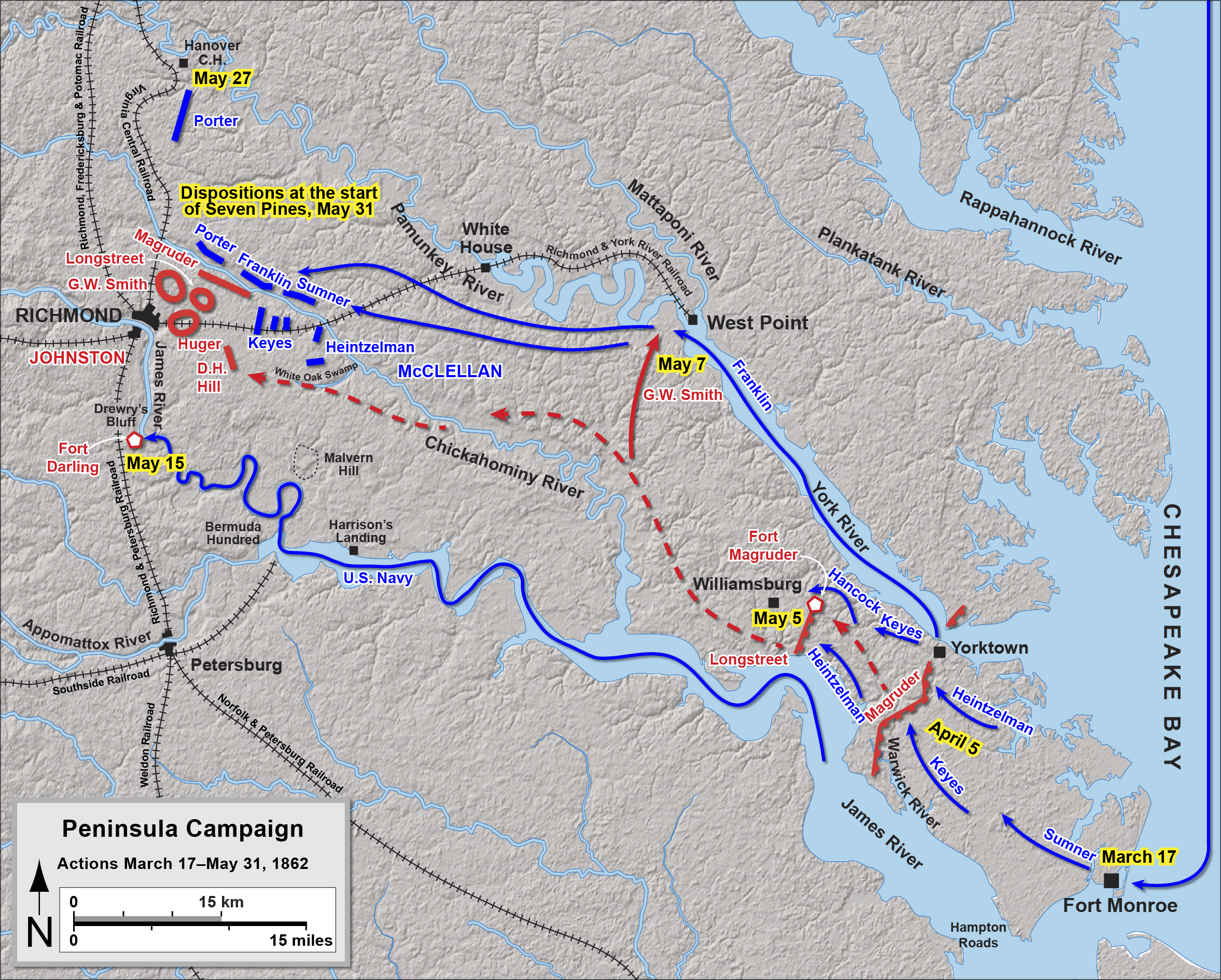
Campagne de la Péninsule, carte des événements jusqu'à la bataille de Seven Pines.
États conféderés
Union

Le 5 avril, le 4e corps du brigadier général Erasmus D. Keyes établit un premier contact avec les ouvrages défensifs des Confédérés à Lee's Mill, une zone que McClellan pensait traverser sans rencontrer de résistance. Magruder organise une campagne trompeuse qui fut réussie. En faisant déplacer une compagnie en cercles pour traverser une vallée, il acquit l'apparence d'une ligne de renfort sans fin, marchant pour le soulager. Il répandit également son artillerie de manière très large et lui fit faire feu sporadiquement sur les lignes de l'Union. Les Fédéraux étaient convaincus que ses activités étaient fortement organisées, rapportant qu'une armée de 100 000 hommes était sur leurs pas. Alors que les deux armées combattaient lors d'un duel d'artillerie, la reconnaissance informa Keyes de la force et de l'ampleur des fortifications des Confédérées, et déconseilla à McClellan de les agresser. McClellan ordonna alors la consolidation des fortifications et apporta ses lourds canons à l'avant. Pendant ce temps, le général Johnston apporta du renfort à Magruder.
McClellan choisit de ne pas attaquer sans davantage de reconnaissance et ordonna à son armée de se retrancher dans des actions parallèles à celles entreprises par Magruder, et d'assiéger Yorktown. McClellan réagit au rapport Keyes, ainsi qu'aux rapports soulignant la force de l'ennemi près de la ville de Yorktown, mais il reçut également le message que le 1er corps, sous les ordres du major-général Irvin McDowell, serait retiré afin de défendre Washington, au lieu de le rejoindre sur la Péninsule, comme McClellan avait prévu. En plus de la pression résultant de la campagne de la vallée de Jackson, le président Lincoln estima que McClellan avait laissé un nombre insuffisant d'hommes pour garder Washington et que le général s'était trompé dans ses rapports concernant la force des unités, en comptant les troupes comme prêtes à défendre Washington alors qu'elles étaient en fait déployées ailleurs. McClellan protesta en disant qu'il était forcé de mener une grande campagne, alors qu'il était dépourvu des ressources qui lui avaient été promises, mais il progressa tout de même. Pendant les 10 jours qui suivirent, les hommes de McClellan creusèrent tandis que Magruder recevait régulièrement des renforts. À la mi-avril, Magruder était aux commandes de 35 000 hommes, un effectif à peine suffisant pour défendre sa ligne.
Bien que McClellan doutât de sa supériorité numérique sur l'ennemi, il n'avait aucun doute quant à la supériorité de son artillerie. Les préparatifs en vue d'un siège à Yorktown prévoyaient 15 batteries avec plus de 70 armes lourdes. Lorsqu'elles feraient feu à l'unisson, ces batteries délivreraient plus de 7 000 kilos de munitions sur les positions ennemies à chaque volée.

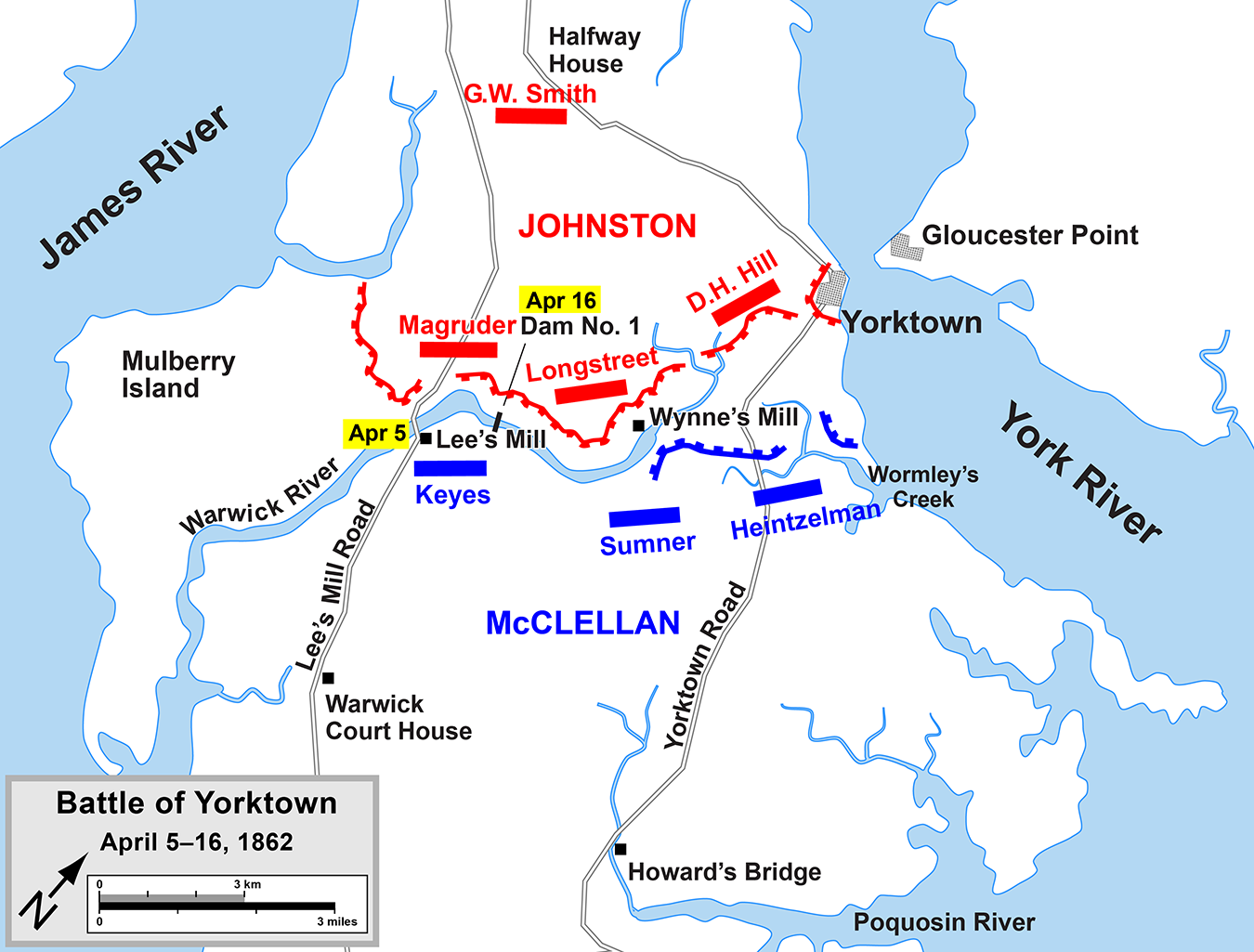
Siège de Yorktown.

Le 16 avril, les forces de l'Union sondèrent un point dans la ligne Confédérée au barrage no 1, sur la rivière Warwick, près de Lee's Mill. Magruder se rendit compte de la faiblesse de sa position et ordonna qu'on la renforçât. Trois régiments obéissant au brigadier-général Howell Cobb, ainsi que six autres régiments à proximité, améliorèrent leurs positions sur la rive ouest de la rivière surplombant le barrage. McClellan s'inquiéta, il pensait que ce renforcement pourrait empêcher l'installation des batteries prévues pour le siège. Il ordonna au brigadier-général William F. "Baldy" Smith, un commandant de division dans le 4e corps, d'« entraver l'ennemi » dans la réalisation de ses ouvrages défensifs.
À 15 heures, quatre compagnies du 3e régiment d'infanterie du Vermont franchirent le barrage et mirent en déroute les défenseurs restants. Derrière les lignes, Cobb organisa une défense avec son frère, le colonel Thomas Cobb de la Georgia Legion (en), et attaquèrent les Vermontais, qui avaient occupé les trous de tirailleurs confédérés. Ne pouvant obtenir de renfort, les compagnies du Vermont se retirèrent de l'autre côté du barrage, subissant des pertes humaines lors de cette retraite. À environ 17 heures, Baldy Smith ordonna à la 6e compagnie du Vermont d'attaquer les positions confédérées en aval du barrage tandis que la 4e se manifestait sur le lieu même du barrage. Cette manœuvre échoua car la 6e essuya de lourds tirs provenant des forces confédérées et fut forcée de se retirer. Certains blessés furent noyés après être tombés dans le bassin peu profond situé derrière le barrage.
Jusqu'à la fin avril, les Confédérés, dont le nombre atteignait maintenant 57 000, et qui étaient sous le commandement direct de Johnston, améliorèrent leurs systèmes de défense alors que McClellan entreprenait le laborieux processus permettant le transport et le placement d'importantes batteries d'artillerie pour le siège, qu'il envisageait de déployer le 5 mai. Johnston savait qu'il serait difficile de résister à un bombardement imminent, il commença donc à envoyer ses chariots de ravitaillement en direction de Richmond le 3 mai. Des esclaves en fuite signalèrent ce fait à McClellan, qui refusa de les croire. Il était convaincu qu'une armée, dont il estimait le nombre aussi important que 120 000, resterait et combattrait. Le 3 mai au soir, les Confédérés lancèrent un bref bombardement puis se turent. Tôt le lendemain matin, Heintzelman monta dans un ballon d'observation et constata que les ouvrages de terre confédérés étaient vides.
McClellan fut surpris par la nouvelle. Il envoya sa cavalerie sous le commandement du brigadier-général George Stoneman à leur poursuite, et ordonna à la division du brigadier-général William Buel Franklin d'embarquer à bord des moyens de transports marins, de remonter la York River, et d'arrêter la retraite de Johnston.

### Williamsburgh
Le 5 mai, l'armée de Johnston progressait lentement sur des routes boueuses et la cavalerie de Stoneman s'engageait dans des escarmouches avec celle du brigadier-général J.E.B. Stuart, l'arrière-garde de Johnston. Pour laisser le temps à l'essentiel de son armée de se libérer, Johnston détacha une partie de sa force pour organiser une résistance dans une grande fortification de terre, Fort Magruder (en), chevauchant sur la Williamsburgh Road (à partir de Yorktown), une route construite auparavant par Magruder. La bataille de Williamsburg fut la première bataille rangée de la campagne de la Péninsule, où près de 41 000 hommes de l'Union et 32 000 Confédérés s'étaient engagés.
La 2e division du 3e corps du brigadier général Joseph Hooker était l'infanterie, qui était placée au premier plan dans l'avancement de l'armée de l'Union. Elle prit d'assaut le Fort Magruder et une ligne de trous de tirailleurs ainsi que des petites fortifications qui s'étendaient dans un arc situé au sud-ouest du fort, mais elle fut repoussée. Des contre-attaques confédérées, dirigées par le major général James Longstreet, menacèrent d'écraser la division de Hooker, qui avait combattu seule sur le terrain depuis le début de la matinée en attendant l'arrivée du corps principal de l'armée. Hooker pensait que la division du 4e corps de Baldy Smith, qui marchait alors au nord de la route Yorktown Road, entendrait le bruit de la bataille et viendrait lui apporter du soutien sur la droite. Cependant, Smith avait été arrêté par Sumner à plus d'un kilomètre de la position de Hooker. Il se préoccupait du fait que les Confédérés allaient bientôt quitter leurs fortifications pour venir l'attaquer sur la Yorktown Road.
Les hommes de Longstreet quittèrent en effet leurs fortifications, mais ils attaquèrent Hooker, pas Smith, ni Sumner. La brigade du brigadier général Cadmus M. Wilcox mit une forte pression sur la ligne de Hooker. Les hommes de ce dernier qui battirent en retraite furent aidés par l'arrivée de la 3e division du 3e corps du brigadier général Philip Kearny vers 14 h 30. Kearny monta à cheval ostensiblement en face de ses lignes de piquetage afin de reconnaître le terrain, et exhorta ses hommes d'avancer en faisant briller son sabre avec le bras qui lui restait. Les confédérés furent chassés de Lee's Mill Road et furent contraints de retourner dans les bois et les abattis de leurs positions défensives. Là, eurent lieu des échanges de tirs marqués jusque tard dans l'après-midi.
Après avoir marché quelques kilomètres pour atteindre le côté droit fédéral et traversé le ruisseau appelé Cub's Creek à l'endroit même où il était endigué pour former l'étang Jones's Mill, la 1re brigade de la division de Baldy Smith, dirigée par le brigadier-général Winfield Scott Hancock, commença à bombarder le flanc gauche de Longstreet vers midi. Le major-général D. H. Hill, qui commandait la force de réserve de Longstreet, avait auparavant détaché une brigade obéissant aux ordres du brigadier-général Jubal A. Early, et posté les hommes sur les terrains du Collège de William et Mary. Son commandement étant partagé, Early conduisit deux de ses quatre régiments à travers les bois, sans effectuer de reconnaissance adéquate, et constata qu'ils arrivaient non sur le flanc de l'ennemi, mais directement en face des canons de Hancock, situés dans deux redoutes abandonnées. Il dirigea personnellement le 24e régiment d'infanterie de Virginie (en) sur un assaut futile et fut blessé par une balle dans l'épaule.
Hancock avait reçu à plusieurs reprises l'ordre de Sumner de retirer ses hommes et de retourner en direction de Cub Creek, mais il utilisa l'attaque des Confédérés comme excuse pour garder sa position. Alors que le 24e régiment de Virginie chargeait, DH Colline sortit des bois, menant un des autres régiments de Early, le 5e régiment de Caroline du Nord. Il ordonna une attaque avant de se rendre compte de la difficulté de sa situation — les 3 400 fantassins de Hancock et huit pièces d'artillerie étaient en large supériorité numérique sur les deux régiments confédérés qui attaquaient et qui étaient eux composés de moins de 1 200 hommes, ne bénéficiant pas du soutien de l'artillerie. Il annula l'assaut après son commencement, mais Hannock ordonna une contre-attaque. Après la bataille, cette contre-attaque reçut beaucoup de publicité en tant que charge à la baïonnette décrite comme importante et superbe et la description par McClellan de cette « superbe » performance de Hancock lui donna le surnom de « Hancock le Superbe » (« Hancock the Superb » en anglais).
À Williamsburgh, les victimes atteignirent le nombre de 1 682 du côté des Confédérés contre 2 283 du côté de l'Union. McClellan catégorisa à tort sa première bataille importante comme une « brillante victoire » sur des forces supérieures. Cependant, la défense de Williamsburg était considérée par le Sud comme un moyen de retarder les Fédéraux, ce qui permit au gros de l'armée confédérée de continuer son retrait vers Richmond.

### Eltham's Landing (ou West Point)
Après que McClellan eût ordonné à la division de Franklin de renverser l'armée de Johnston en menant une opération amphibie sur la York River, il fallut deux jours juste pour embarquer les hommes et le matériel sur les bateaux. Par conséquent, Franklin ne fut d'aucun secours dans l'action menée sur Williamsburg. Mais McClellan avait de grands espoirs dans sa tentative d'encerclement, prévoyant d'envoyer d'autres divisions (celles des brigadiers-généraux Fitz John Porter, John Sedgwick, et Israel Bush Richardson) sur la rivière, derrière celles de Franklin. Leur destination était Eltham's Landing, sur la rive sud de la Pamunkey River, située en face de West Point, un port sur la York River, qui était le terminus de la ligne de chemin de fer Richmond and York River Railroad (en). Le débarquement était à proximité d'une intersection majeure sur la route de New Kent Court House qui fut utilisée par l'armée de Johnston l'après-midi du 6 mai.
Les hommes de Franklin débarquèrent dans des pontons légers et construisirent un quai flottant pour décharger l'artillerie et les fournitures. Le travail fut poursuivi aux flambeaux dans la nuit, et la seule résistance de l'ennemi fut quelques balles perdues tirées par des piquets confédérés sur la falaise située au-dessus du lieu de débarquement. Les travaux se terminèrent à 22 heures environ.
Johnston ordonna au major-général G.W. Smith de protéger la route menant à Barhamsville, et Smith y affecta la division du brigadier général William Whiting, ainsi que la Hampton's Legion qui était sous les ordres du colonel Wade Hampton. Le 7 mai, Franklin posta la brigade du brigadier-général John Newton dans les bois, de chaque côté de la route du débarquement, soutenue à l'arrière par des portions de deux autres brigades (celles des brigadiers-généraux Henry W. Slocum et Philip Kearny). La ligne d'escarmouche de Newton fut repoussée lorsque la brigade du Texas du brigadier-général John Bell Hood avança, avec Hampton à sa droite.
Alors qu'une deuxième brigade suivait Hood sur sa gauche, les troupes de l'Union quittèrent les bois pour rejoindre la plaine avant le débarquement, cherchant à se couvrir grâce à l'embrasement dû aux canonnières fédérales. Whiting employa des tirs d'artillerie contre les canonnières, mais la portée de ses canons était insuffisante, de sorte qu'il se retira autour de 14 heures. Les troupes de l'Union reculèrent dans les bois après le départ des confédérés, mais ne firent aucune autre tentative pour avancer. Bien que l'action fût peu concluante d'un point de vue tactique, Franklin manqua une occasion de stopper la retraite des confédérés de Williamsburg, lui permettant de passer sans encombre.

### Norfolk et Drewry's Bluff
Le président Lincoln vit une partie de la campagne, il était en effet arrivé à Fort Monroe le 6 mai, en compagnie du Secrétaire à la Guerre Edwin M. Stanton et du secrétaire du Trésor Salmon P. Chase sur le canot Miami appartenant au ministère du Trésor. Lincoln croyait que la ville de Norfolk était vulnérable et que le contrôle de la James était possible, mais McClellan était trop occupé à l'avant pour rencontrer le président. Usant de ses pouvoirs directs de commandant en chef, Lincoln ordonna le 8 mai des bombardements navals sur les batteries confédérées situées dans la zone, et partit dans un petit bateau avec ses deux secrétaires de cabinet afin de procéder à une reconnaissance personnelle sur le rivage. Des troupes, sous le commandement du major-général John E. Wool, le commandant le plus âgé de Fort Monroe, occupèrent Norfolk le 10 mai, rencontrant peu de résistance.
À la suite de l'évacuation de la garnison confédérée basée à Norfolk, l'officier général Josiah Tattnall savait que le CSS Virginia n'avait pas de port d'attache et qu'il ne pouvait pas diriger le lourd effectif à bord à travers les eaux peu profondes de la James River pour rejoindre Richmond, il fut par conséquent sabordé le 11 mai au large de Craney Island (en) afin d'éviter d'être capturé. Cela ouvrit la James River à Hampton Roads aux canonnières fédérales.
Le seul obstacle protégeant Richmond d'une approche par la rivière était Fort Darling (en), un fort situé sur la falaise Drewry's Bluff, qui surplombait un virage serré de la rivière de 11 km qui se trouvait en aval de la ville. Les défenseurs confédérés, marins et soldats y compris, étaient supervisés par le commandant des marins Ebenezer Farrand et le capitaine de l'armée Auguste H. Drewry (le propriétaire du lieu portant son nom) qui dirigeait l'artillerie lourde du Southside, la Southside Heavy Artillery. Les huit canons du fort, y compris les pièces d'artillerie pour la campagne et cinq canons de marine, dont certains avaient été récupérés sur le Virginia, dominaient la rivière sur des kilomètres dans les deux sens. Des canons du CSS Patrick Henry étaient situés juste en amont et des tireurs d'élite étaient rassemblés sur les rives de la rivière. Une obstruction sous-marine constituée de paquebots coulés, de piliers, de débris, et autres bateaux qui étaient reliés par des chaînes, était placée juste en dessous de la falaise, ce qui rendait les manœuvres difficiles pour les navires dans cette rivière étroite.
Le 15 mai, le North Atlantic Blockading Squadron, un détachement de la U.S. Navy, qui s'impliquait dans les opérations relatives au blocus de l'Union, et qui obéissait au commander John Rodgers (en), remonta la James River, partant du Fort Monroe afin de tester le système de défense de Richmond. À 7 h 45, le USS Galena s'approcha à moins de 550 m du fort et jeta l'ancre, mais avant même que Rodgers ait pu ouvrir le feu, deux patrouilles confédérées percèrent le navire légèrement blindé. La bataille dura plus de deux heures, et pendant ce temps, le Galena resta presque immobile et reçut 45 coups.
L'équipage signala des victimes, 14 hommes mortellement blessés et 10 blessés. Le Monitor était une cible fréquente, mais son armure plus lourde résistait aux coups. Malheureusement pour son équipage, la portée de ses canons n'était pas assez élevée pour tirer sur les batteries confédérées, situées à 34 m au-dessus de la rivière. Le USRC Naugatuck (en) se retira lorsque son canon Parrott de 100 livres explosa. Les deux canonnières en bois restèrent en sécurité, hors de portée de l'artillerie lourde, mais le capitaine de l'USS Port Royal (en) fut blessé par un tireur d'élite. Vers 11 heures, les navires de l'Union se retirèrent en direction de City Point (en).
Le fort sur la falaise Drewry's Bluff avait émoussé l'avance de l'Union à seulement 11 km de la capitale confédérée. Rodgers rapporta à McClellan qu'il était possible pour la Marine de débarquer des troupes à seulement 16 km de Richmond, mais l'armée de l'Union ne profita jamais de cette observation.

### Les armées convergent vers Richmond
Johnston fit reculer ses 60 000 hommes pour rejoindre la zone protégée de Richmond. Leur ligne défensive commençait à la James River, à l'endroit même où était située la falaise Drewry's Bluff, et s'étendait dans le sens inverse des aiguilles, de sorte que son centre et son côté gauche se trouvaient derrière la rivière Chickahominy, il s'agissait d'une barrière qui devenait naturelle au printemps lorsque les vastes plaines à l'est de Richmond se transformaient en marécages. Les hommes de Johnston brûlèrent la plupart des ponts sur la Chickahominy et s'installèrent dans de fortes positions défensives au nord et à l'est de la ville.
McClellan plaça son armée de 105 000 hommes pour surveiller le secteur nord-est, pour deux raisons. Tout d'abord, la Pamunkey River, dont le cours était à peu près parallèle à celui de la Chickahominy, offrait une ligne de communication qui pouvait permettre à McClellan de contourner le flanc gauche de Johnston. Deuxièmement, McClellan anticipa l'arrivée du 1er corps de McDowell, prévue pour mars au sud de Fredericksburg pour renforcer son armée, il avait ainsi besoin de protéger leur voie d'approche.
L'Armée du Potomac remontait lentement la Pamunkey, établissant des bases d'approvisionnement à Eltham's Landing, Cumberland Landing, et à White House Landing. White House, la plantation appartenant à W.H.F. « Rooney » Lee, fils du Général Robert Lee, devint la base des opérations de McClellan. En utilisant le chemin de fer Richmond and York River Railroad (en), McClellan pourrait apporter son artillerie lourde prévue pour le siège dans la banlieue de Richmond. Il se déplaça lentement et délibérément, sous l'impulsion de renseignements erronés qui le conduisirent à croire que les confédérés étaient en large supériorité numérique. À la fin du mois de mai, l'armée avait construit des ponts sur la Chickahominy et faisait face à Richmond, après avoir traversé la rivière à cheval, avec un tiers de l'armée au sud de la rivière, les deux tiers au nord. (Cette disposition, qui permettait difficilement à une partie de l'armée de venir renforcer l'autre rapidement, se révéla être un problème important dans l'imminente bataille de Seven Pines.)

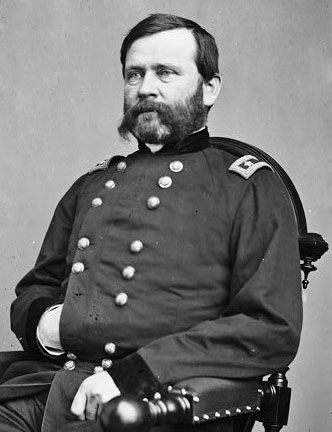
Le brigadier-général William Buel Franklin.

Le 18 mai, McClellan réorganisa l'Armée du Potomac sur le terrain et promut deux généraux majeurs aux corps de commandement : Fitz John Porter dans le nouveau Ve corps et William B. Franklin dans le VIe corps. L'armée avait 105 000 hommes en position au nord-est de la ville, dépassant les 60 000 de Johnston, mais les renseignements erronés du détective Allan Pinkerton sur les effectifs de McClellan fit penser au général qu'il était en infériorité numérique de deux contre un. De nombreuses escarmouches entre les lignes des armées eurent lieu du 23 mai au 26 mai. Les tensions étaient élevées dans la ville, celles qui suivirent les tout premiers bruits de la bataille navale de canons de Drewry's Bluff en particulier.

### Hanover Court House
Alors que des escarmouches se produisaient tout au long de la ligne de démarcation qui séparait les armées, McClellan entendit une rumeur selon laquelle une force de 17 000 confédérés se déplaçait en direction de Hanover Court House, au nord de Mechanicsville. Si cette information se révélait être vraie, le flanc droit de l'armée serait alors menacé et l'arrivée des renforts de McDowell serait plus compliquée. Une reconnaissance effectuée par la cavalerie de l'Union ajusta l'estimation de la force de l'ennemi à 6 000, mais ce nombre restait préoccupant. McClellan ordonna à Porter et à son Ve corps de faire face à la menace.
Porter partit pour sa mission à 4 heures du matin le 27 mai avec sa 1re division, obéissant aux ordres du brigadier-général George Webb Morell, la 3e brigade de la 2e division du brigadier-général George Sykes, sous les ordres du colonel Gouverneur K. Warren, et une brigade mixte de cavalerie et d'artillerie dirigée par le brigadier-général William H. Emory, en tout environ 12 000 hommes. La force confédérée, qui en comptait à peu près 4 000, était dirigée par le colonel Lawrence O'Bryan Branch (en). Ils étaient partis de Gordonsville pour surveiller la Virginia Central Railroad, en prenant position à Peake's Crossing, 6,4 kilomètres au sud-ouest du palais de justice, près de l'église Slash. Une autre brigade confédérée était stationnée à 16 km au nord, à la jonction appelée Hanover Junction.

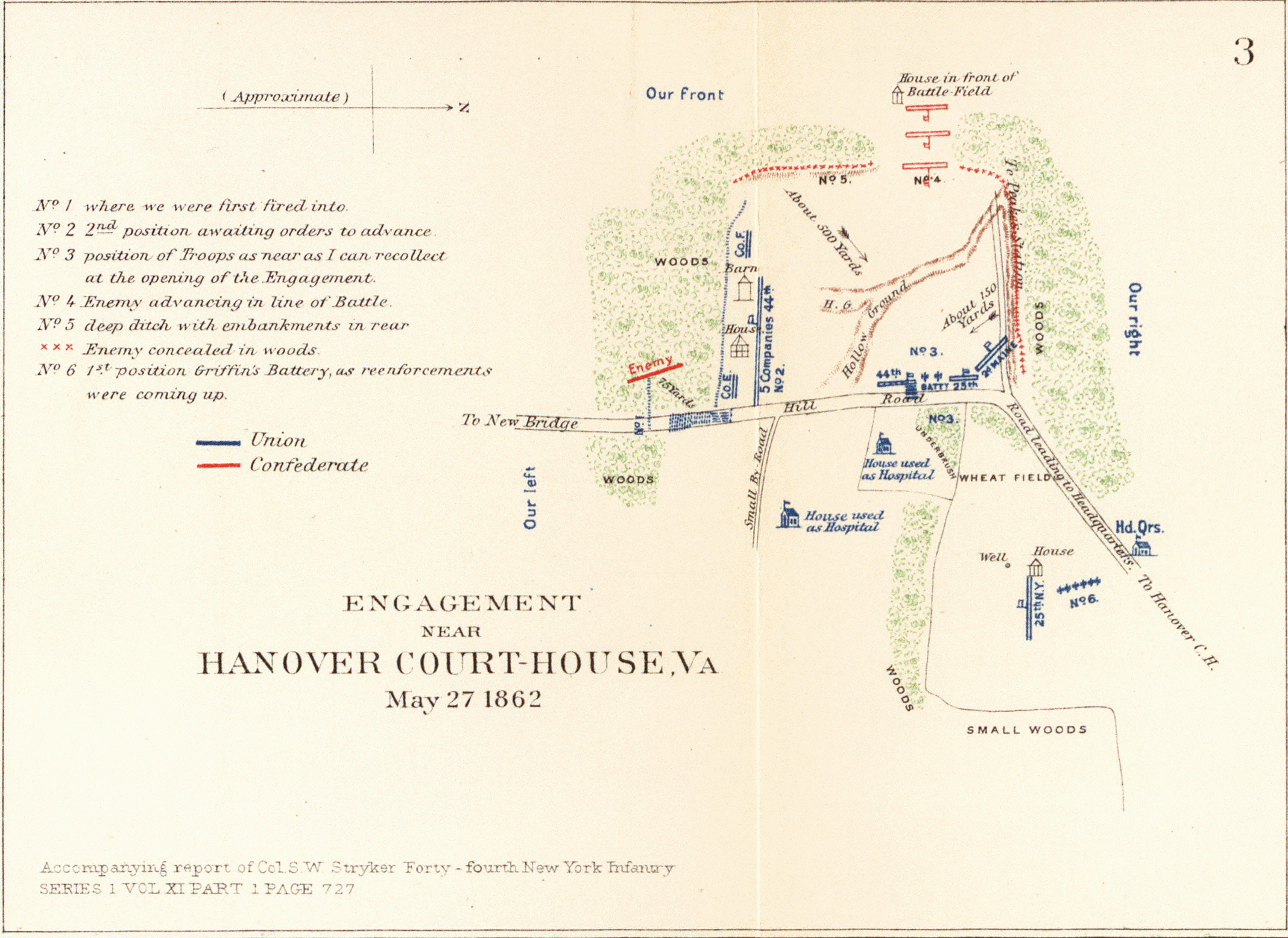
Combat près de Hanover Court House, Virginie

Les hommes de Porter s'approchèrent de Peake's Crossing sous une pluie battante. Le 27 mai, vers midi, sa force principale s'engagea dans une vive escarmouche avec les Confédérés jusqu'à l'arrivée du gros des troupes de Porter, conduisant les Confédérés, qui étaient alors en infériorité numérique, sur la route qui menait au palais de justice. Porter se mit à leur poursuite, accompagné de la plupart de ses hommes, laissant trois régiments pour surveiller l'intersection qui portait le nom de New Bridge and Hanover Court House Roads. Ce mouvement exposa l'arrière des hommes sous son contrôle à une attaque provenant du gros des troupes de Branch, que Porter avait supposé être à tort à Hanover Court House.
Branch fit également une fausse hypothèse — que la force de Porter était nettement inférieure à ce qu'elle s'avérait être — et il attaqua. L'assaut initial fut repoussé, mais la force de Martindale finit par être quasiment détruite par les tirs nourris. Porter ordonna rapidement aux deux régiments de retourner à la Ferme Kinney. La ligne confédérée rompit sous le poids de milliers de nouvelles troupes et les hommes se retirèrent, retournèrent à Peake's Crossing qu'ils traversèrent pour rejoindre Ashland.
Les estimations des pertes de l'Union à Hanover Court House varient de 355 (62 tués, 233 blessés, 70 capturés) à 397. Les Confédérés laissèrent 200 morts sur le champ de bataille et 730 hommes furent capturés par la cavalerie de Porter. McClellan déclara que Hanover Court House était encore une autre « glorieuse victoire sur la supériorité numérique » et jugea qu'il s'agissait de « l'une des plus belles choses de la guerre ». Cependant, la réalité du résultat, c'est que la supériorité numérique (de l'Union) remporta le jour, dans un combat désordonné, caractérisé par des erreurs de jugement des deux côtés. Le flanc droit de l'armée de l'Union resta sûr, bien que techniquement, les confédérés situés à Peake's Crossing n'avaient pas eu l'intention de le menacer. Et le Corps de McDowell n'avait pas besoin de ses routes dégagées, car il n'arriva jamais, la défaite des forces de l'Union à la première bataille de Winchester menée par Stonewall Jackson dans la vallée de Shenandoah, conduisit l'administration Lincoln à rappeler McDowell à Fredericksburg.
Un impact plus important que les victimes elles-mêmes, selon Stephen W. Sears (en), fut l'effet produit sur l'état de préparation de McClellan pour la prochaine grande bataille, à Seven Pines et à Fair Oaks, quatre jours plus tard. Pendant l'absence de Porter, McClellan était réticent à déplacer des troupes supplémentaires au sud de la Chickahominy, ce qui fit que son flanc gauche devint une cible plus attrayante pour Johnston. Il fut également confiné au lit, malade avec une poussée de paludisme chronique.

### Seven Pines (ou Fair Oaks)

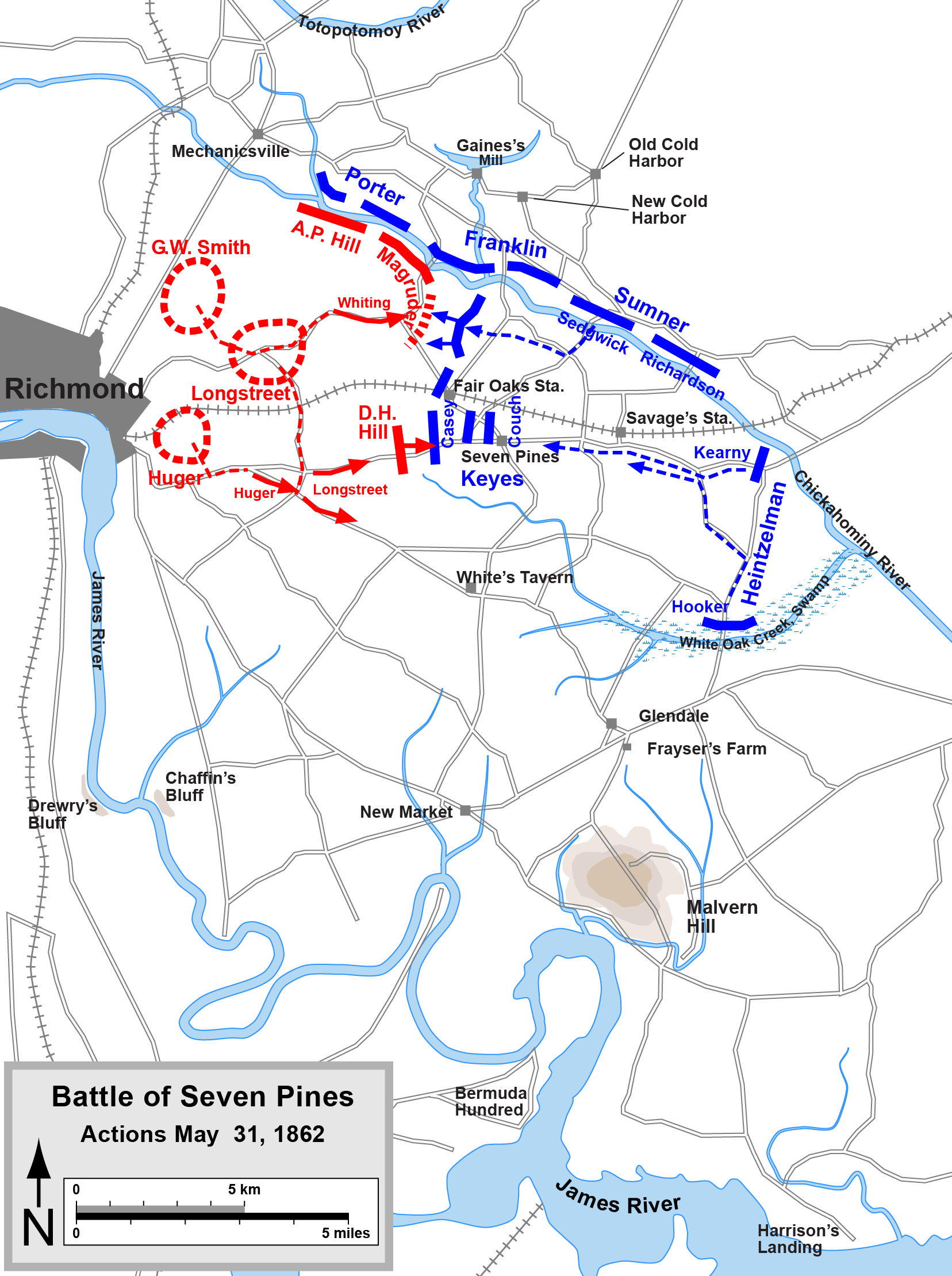
Carte de la bataille de Seven Pines.

Sachant qu'il ne pouvait survivre à un siège massif de Richmond, Johnston décida d'attaquer McClellan. À l'origine, son plan prévoyait d'attaquer le flanc droit de l'Union, au nord de la rivière Chickahominy, avant l'arrivée du corps de McDowell qui, parti de Fredericksburg, marchait dans le sud. Cependant, le 27 mai, Johnston apprit que le corps de McDowell avait été détourné vers la vallée de Shenandoah et qu'il ne viendrait pas renforcer l'Armée du Potomac. Il décida de ne pas attaquer sur sa propre ligne de défense naturelle, la Chickahominy, et prévit de miser sur une opération consistant à faire traverser à l'Armée de l'Union la rivière à cheval, en attaquant les deux corps au sud de la rivière, les isolant ainsi des trois autres se trouvant au nord.
Si tout marchait comme prévu, Johnston engagerait alors les deux tiers de son armée (22 de ses 29 brigades d'infanterie, environ 51 000 hommes) contre les 33 000 hommes issus des 3e et 4e corps. Le plan d'attaque des Confédérés était complexe, appelant les divisions d'A.P Hill et de Magruder à s'engager légèrement et à distraire les forces de l'Union au nord de la rivière, pendant que Longstreet, commandant l'attaque principale au sud de la rivière, convergerait sur Keyes, prenant trois directions différentes. Le plan avait un excellent potentiel de réussite immédiate car la division du 4e corps, partie plus en avant afin d'effectuer les travaux de terrassement à plus d'un kilomètre à l'ouest de Seven Pines, était celle du brigadier-général Silas Casey et était composée de 6 000 hommes qui étaient les moins expérimentés dans le corps de Keyes. Si ce dernier pouvait être vaincu, le 3e corps, situé à l'est, pourrait être plaqué contre la Chickahominy et débordé.
Ce plan complexe fut mal géré dès le départ. Johnston donna des ordres qui étaient vagues et contradictoires et ne réussit pas à informer tous ses subordonnés sur la chaîne de commandement. Concernant Longstreet, soit il ne comprit pas les ordres donnés, soit il choisit de les modifier sans en informer Johnston, changeant son itinéraire de marche pour finalement se heurter à Hill, ce qui non seulement retarda l'avance, mais limita également l'attaque à un front étroit avec seulement une fraction de la totalité de sa force. La nuit du 30 mai, les problèmes furent exacerbés des deux côtés avec l'arrivée d'un violent orage qui inonda la rivière, détruisit la plupart des ponts de l'Union, et transforma les routes en bourbiers de boue.
Le 31 mai, l'attaque prit un mauvais départ, lorsque Longstreet descendit la route nommée Charles City Road et tourna dans la Williamsburg Road au lieu de la Nine Mile Road. Les ordres de Huger n'avaient pas spécifié le moment où l'attaque devait commencer et il ne fut réveillé que lorsqu'il entendit une division marchant à proximité. Johnston et Smith, son second, ignorant tout de l'emplacement de Longstreet ou du retard de Huger, attendirent à leur quartier général qu'on leur donne le signal de départ de la bataille. Cinq heures après l'heure prévue pour le début des hostilités, à 13 heures, D.H. Hill s'impatienta et envoya ses brigades vers l'avant pour affronter la division de Casey.
La ligne de Casey fut modifiée à la suite du retrait de quelques hommes, mais combattit farouchement pour défendre ses travaux de terrassement, entraînant de lourdes pertes des deux côtés. Les Confédérés n'engagèrent ce jour-là que quatre brigades sur les treize sur leur flanc droit, ils n'utilisèrent donc pas toute la force qu'ils auraient pu concentrer sur ce point faible de la ligne de Union. Casey envoya chercher des renforts mais Keyes fut lent à réagir. Finalement, la masse des confédérés fit une percée, saisit une redoute de l'Union, et les hommes de Casey se retirèrent pour rejoindre la deuxième ligne d'ouvrages défensifs à Seven Pines.
Hill, maintenant conforté par les renforts de Longstreet, frappa la ligne secondaire de l'Union, située à proximité de Seven Pines, à environ 16 h 40. Il organisa une manœuvre sur le côté pour attaquer le flanc droit de Keyes, ce qui causa l'effondrement de la ligne fédérale qui fut forcée de reculer jusqu'à la Williamsburg Road. Johnston avança sur la Mile Road Nine avec trois brigades de la division de Whiting et rencontra une vive résistance près de Fair Oaks Station, le flanc droit de la ligne de Keyes. De lourds renforts de l'Union arrivèrent bientôt. Le brigadier-général Edwin V. Sumner, commandant du 2e corps, entendit les bruits de la bataille de sa position au nord de la rivière. De sa propre initiative, il envoya une division sous les ordres du brigadier-général John Sedgwick sur le seul pont restant. Le pont « Grapevine Bridge » était traître, il frôla l'effondrement sur la rivière en crue, mais le poids des troupes de passage contribua à le maintenir stable, résistant à l'eau qui s'engouffrait. Après le passage du dernier homme qui traversa en toute sécurité, le pont s'effondra et fut emporté. Les hommes de Sedgwick fournirent la clé pour résister à l'attaque de Whiting.

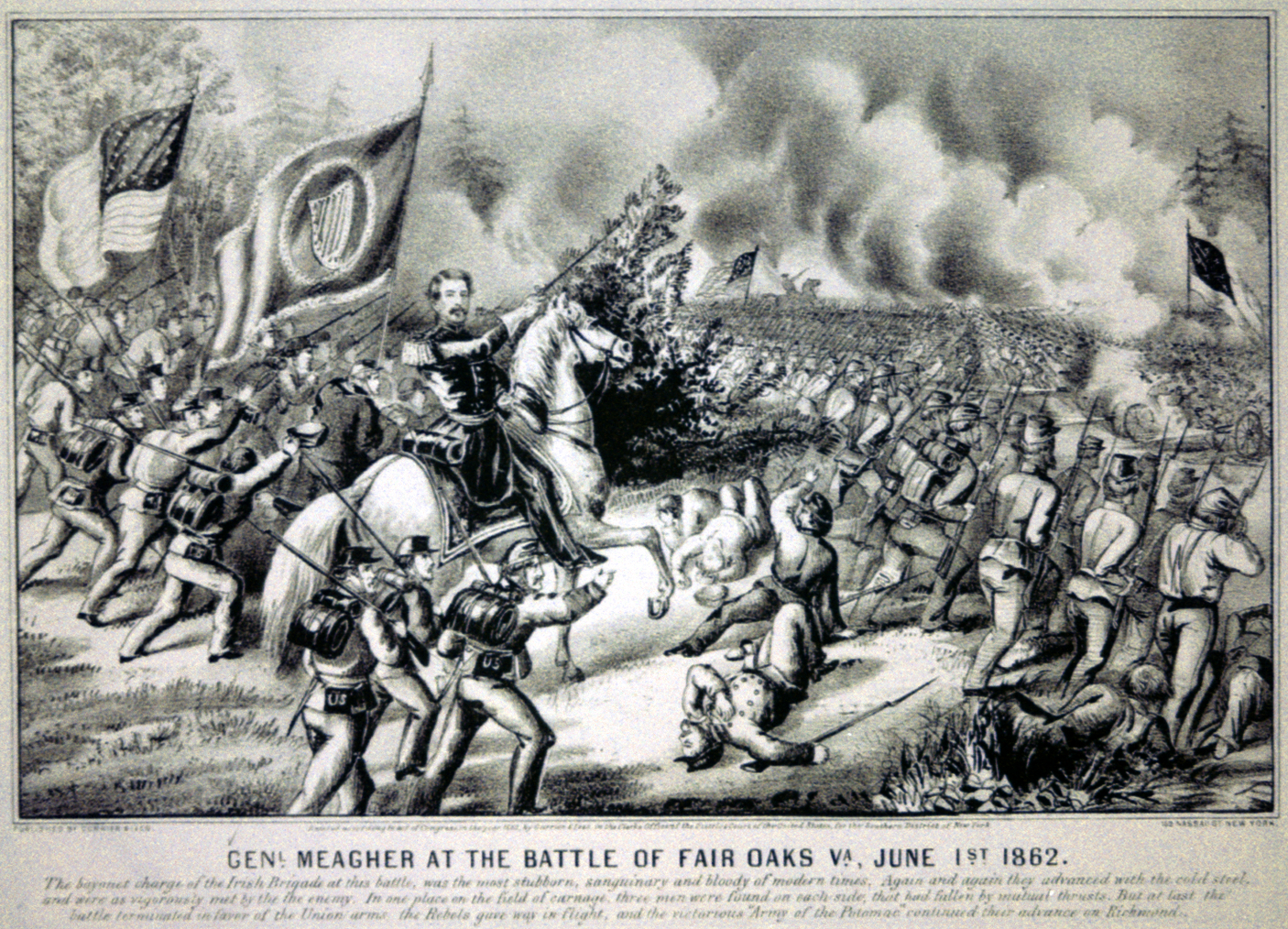
Le brigadier-général Thomas Francis Meagher à la bataille de Fair Oaks, 1er juin 1862.

Au crépuscule, Johnston fut blessé et évacué à Richmond. G.W. Smith prit le commandement temporaire de l'armée. Smith, en proie à des problèmes de santé, était indécis sur les prochaines étapes de la bataille et fit mauvaise impression sur le président Davis et sur le général Lee, alors conseiller militaire de Davis. Le lendemain, après la fin des combats, Davis remplaça Smith, choisissant Lee comme commandant de l'armée de Virginie du Nord.
Le 1er juin 1862, les Confédérés sous les ordres de Smith renouvelèrent leurs attaques contre les Fédéraux, qui avaient fait venir davantage de renforts et se battaient depuis des positions fortes, mais progressaient peu. La fin des combats eut lieu vers 11 h 30 du matin quand les Confédérés se retirèrent. Ce fut à ce moment-là que McClellan, sorti de son lit de malade, arriva sur le champ de bataille, mais l'armée de l'Union ne riposta pas.
Les deux parties revendiquèrent la victoire avec à peu près le même nombre de victimes (celui de l'Union était de 5 031 (790 tués, 3 594 blessés, 647 capturés ou disparus), et celui des Confédérés de 6 134 (980 tués, 4 749 blessés, 405 capturés ou disparus). L'avance de McClellan sur Richmond fut interrompue et l'armée de Virginie du Nord se replia dans les ouvrages défensifs de Richmond. Parmi les soldats de l'Union, cette bataille était connue comme la bataille de Fair Oaks Station car il s'agissait de l'endroit où ils avaient le mieux combattu, tandis que les Confédérés, pour la même raison, la nommaient Seven Pines.

### Les conséquences et la bataille des Sept Jours
Bien que se déclarant vainqueur de la bataille de Seven Pines, McClellan fut secoué par l'expérience. Il redéploya l'ensemble de son armée, à l'exception du Ve corps situé au sud de la rivière, et bien qu'il ait continué à préparer le siège et la capture de Richmond, il perdit le sens de la stratégie et ne le recouvra jamais.
Lee utilisa le mois de pause que McClellan fit dans sa progression pour fortifier les moyens défensifs de Richmond et les étendre au sud de la James River à Chaffin's Bluff. Sur la rive sud de la James River, des lignes défensives furent construites au sud, en dessous de Petersburg. La longueur totale de la nouvelle ligne défensive était d'environ 48 km. Pour gagner du temps afin de terminer la nouvelle ligne défensive et se préparer pour une offensive, Lee répéta la tactique consistant à faire apparaître un petit nombre de troupes comme étant plus nombreuses que leur nombre réel. McClellan fut également énervé par l'audace (bien qu'inutile d'un point de vue militaire) de la cavalerie de Jeb Stuart qui encercla complètement l'armée de l'Union (13-15 juin).
La deuxième phase de la campagne de la Péninsule prit une tournure négative pour l'Union lorsque Lee lança de féroces contre-attaques à l'est de Richmond, lors de la bataille des Sept Jours (25 juin - 1er juillet 1862). Bien qu'aucune de ces batailles n'eût été significative en termes de victoire tactique pour les Confédérés (et la bataille de Malvern Hill qui eut lieu le dernier jour fut au contraire pour eux une défaite significative), la ténacité des attaques de Lee et l'apparition soudaine de la « cavalerie à pied » (en) de Stonewall Jackson sur son flanc ouest, énerva McClellan qui ramena ses forces à une base située sur la James River. Plus tard, Lincoln ordonna à l'armée de retourner dans le secteur de Washington, pour soutenir l'armée du major-général John Pope dans sa campagne de Virginie Septentrionale et la seconde bataille de Bull Run. La péninsule de Virginie fut relativement calme jusqu'au mois de mai 1864, lorsque le major-général Benjamin Butler l'envahit à nouveau lors de la campagne de Bermuda Hundred.

## Sources et références
- (en) Cet article est partiellement ou en totalité issu de l’article de Wikipédia en anglais intitulé « Peninsula Campaign » (voir la liste des auteurs).
- (en) Gary W. Gallagher, The Richmond Campaign of 1862 : the Peninsula & the Seven Days, Chapel Hill, University of North Carolina Press, 2000, 272 p. (ISBN 0-8078-2552-2, lire en ligne).
- (en) David G. Martin, The Peninsula Campaign March–July 1862, Conshohocken, PA, Combined Books, 1992, 240 p. (ISBN 978-0-938289-09-8).
- (en) Frank J. Welcher, The Union Army, 1861–1865 Organization and Operations. Vol. 1, The Eastern Theater, Bloomington, Indiana University Press, 1989 (ISBN 0-253-36453-1).
- (en) Richard Wheeler, Sword Over Richmond : an Eyewitness History of McClellan's Peninsula Campaign, New York, Harper & Row Publishers, 1986, 371 p. (ISBN 0-06-015529-9).
- (en) William J. Miller, The Battles for Richmond, 1862, Fort Washington, PA, U.S. National Park Service and Eastern National, coll. « National Park Service Civil War Series », 1996 (ISBN 0-915992-93-0).
- (en) Alexander S. Webb, The Peninsula : McClellan's Campaign of 1862, Secaucus, NJ, Castle Books, 2002 (ISBN 0-7858-1575-9).